# هندريك دريكمان
هندريك دريكمان (بالألمانية: Hendrik Dreekmann) مواليد 29 يناير 1975 في بيلفلد، هو لاعب كرة مضرب ألماني سابق بدأ مسيرته كمحترف سنة 1991 وكان يلعب باليد اليمنى، اعتزل اللعب في 2003. أعلى تصنيف له في الفردي كان المركز الـ 39 في سنة 1996.

## روابط خارجية
- هندريك دريكمان على موقع رابطة محترفي التنس (الإنجليزية)
- هندريك دريكمان على موقع الاتحاد الدولي لكرة المضرب (الإنجليزية)
- هندريك دريكمان على موقع كأس ديفيز (الإنجليزية)
- هندريك دريكمان على موقع خلاصة التنس.كوم (الإنجليزية)